# Henry Giessenbier
Henry Giessenbier Jr. (1892. – 1935.) je bio američki bankar. Najpoznatiji je kao osnivač organizacije u St. Louisu koja će u Sjedinjenim Američkim Državama od 1920. godine te diljem svijeta od 1944. biti poznata kao Junior Chamber International (JCI).